# EUTM Somalia
EUTM Somalia (Missió de Formació de la Unió Europea a Somàlia) és una operació de formació de les forces armades somalis dirigides per oficials militars dels estats de la Unió Europea a Mogadishu (Somàlia) per tal d'ajudar a estabilitzar l'Estat i reduir l'esfera d'influència dels radicals islàmics d'Al-Xabab.

Logo d'EUTM Somalia a Uganda

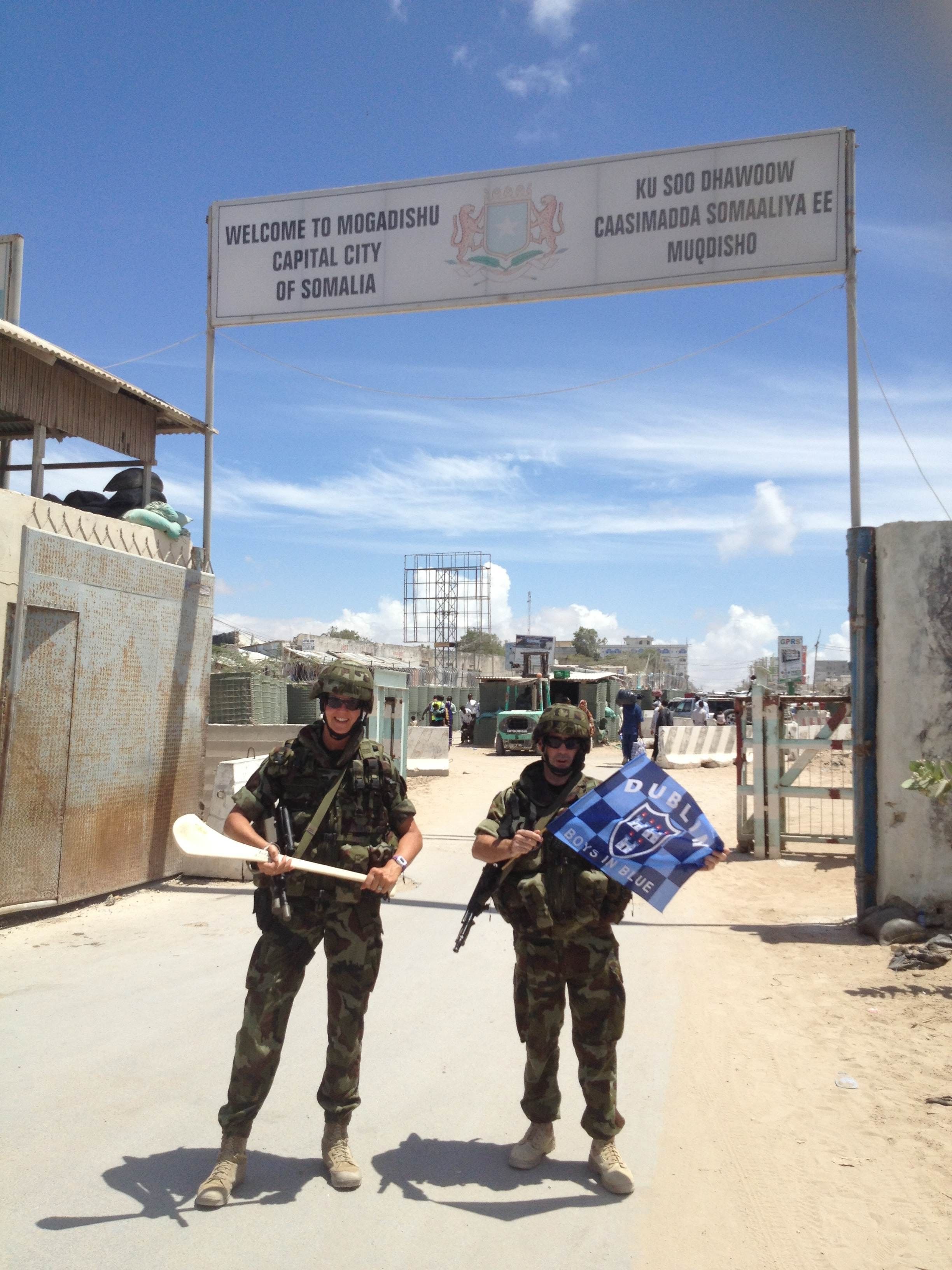
Sergents Sinead Wearen i Sergeant Kelly

## Operacions
El 10 d'abril de 2010, la Unió Europea va llançar una missió de formació militar a Somàlia (EUTM Somàlia), amb el mandat de donar suport al Govern Federal de Transició (TFG) i ajudar a enfortir les institucions nacionals.

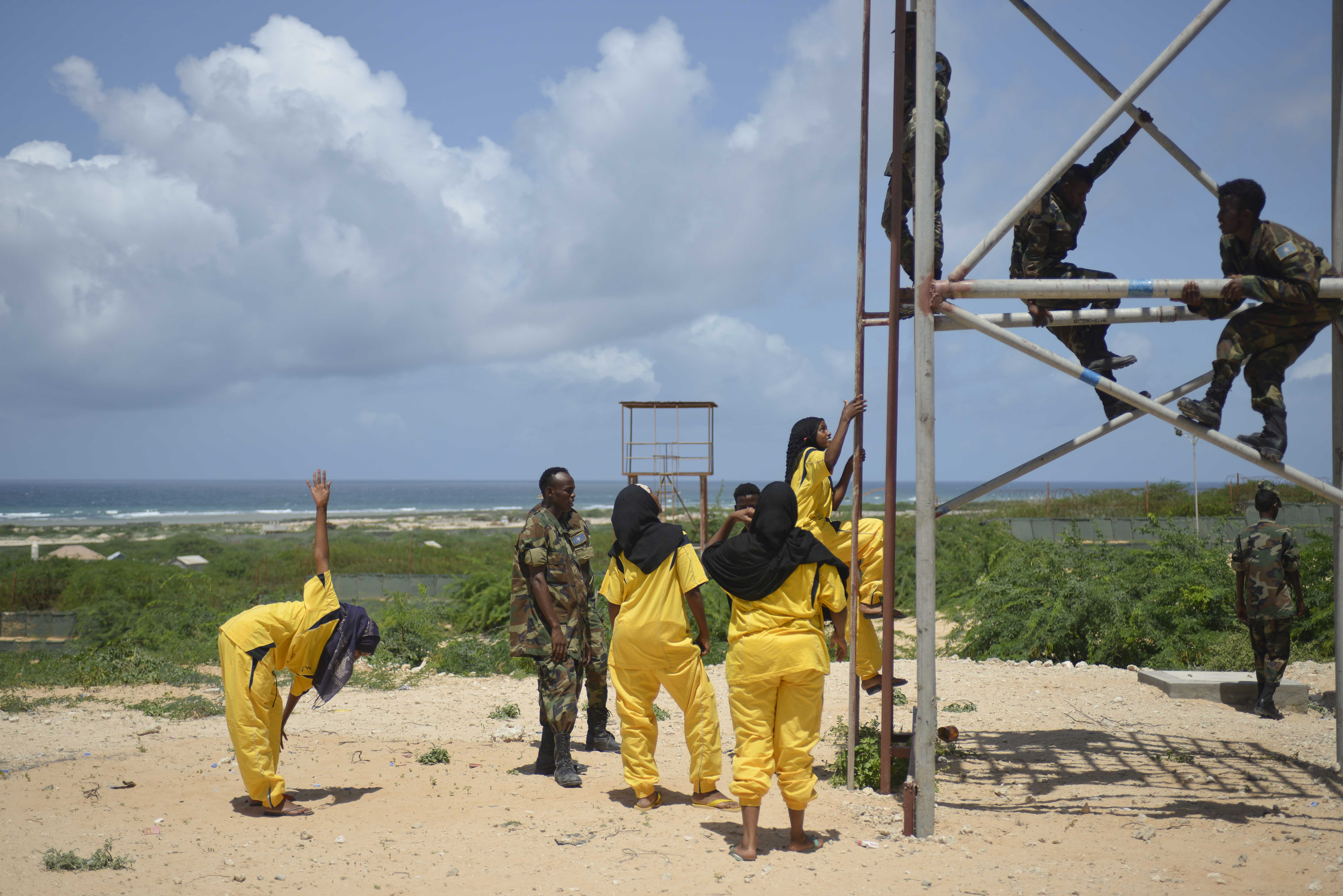
Entrenament de personal policial

EUTM Somalia es va centrar originalment en activitats de formació. A causa de la situació política i de seguretat a Somàlia en aquell moment, la missió inicialment va dur a terme una formació a l'estranger a Uganda. La seva seu es va establir temporalment a Kampala, i la formació es va dur a terme en un campament militar de Bihanga. El 22 de gener de 2013, el Consell de la Unió Europea va estendre el mandat d'EUTM Somalia per tercera vegada fins al març de 2015, en el procés d'addició d'activitats estratègiques d'assessorament i tutoria a les àrees de treball de la missió.

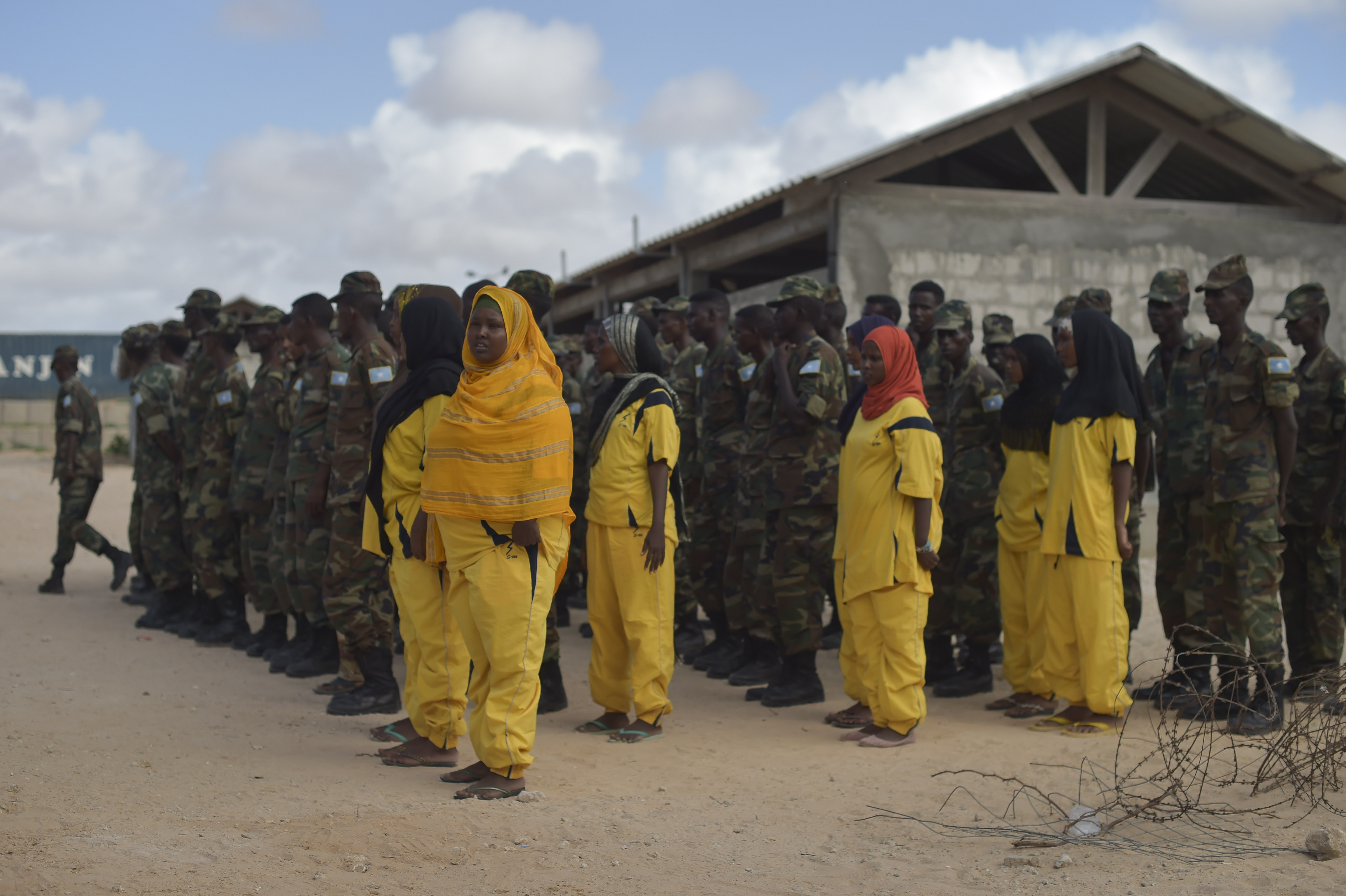
Policia militar entrenada

Des de la seva creació, els funcionaris de l'EUTM Somalia han format a uns 3.600 efectius de l'exèrcit somali. En els primers mesos de 2014, la missió va transferir permanentment tot el seu assessorament, activitats de tutoria i formació a Somàlia, on actualment opera un Element de Formació i Equip d'Assessorament (MATE HQ) a Mogadishu.

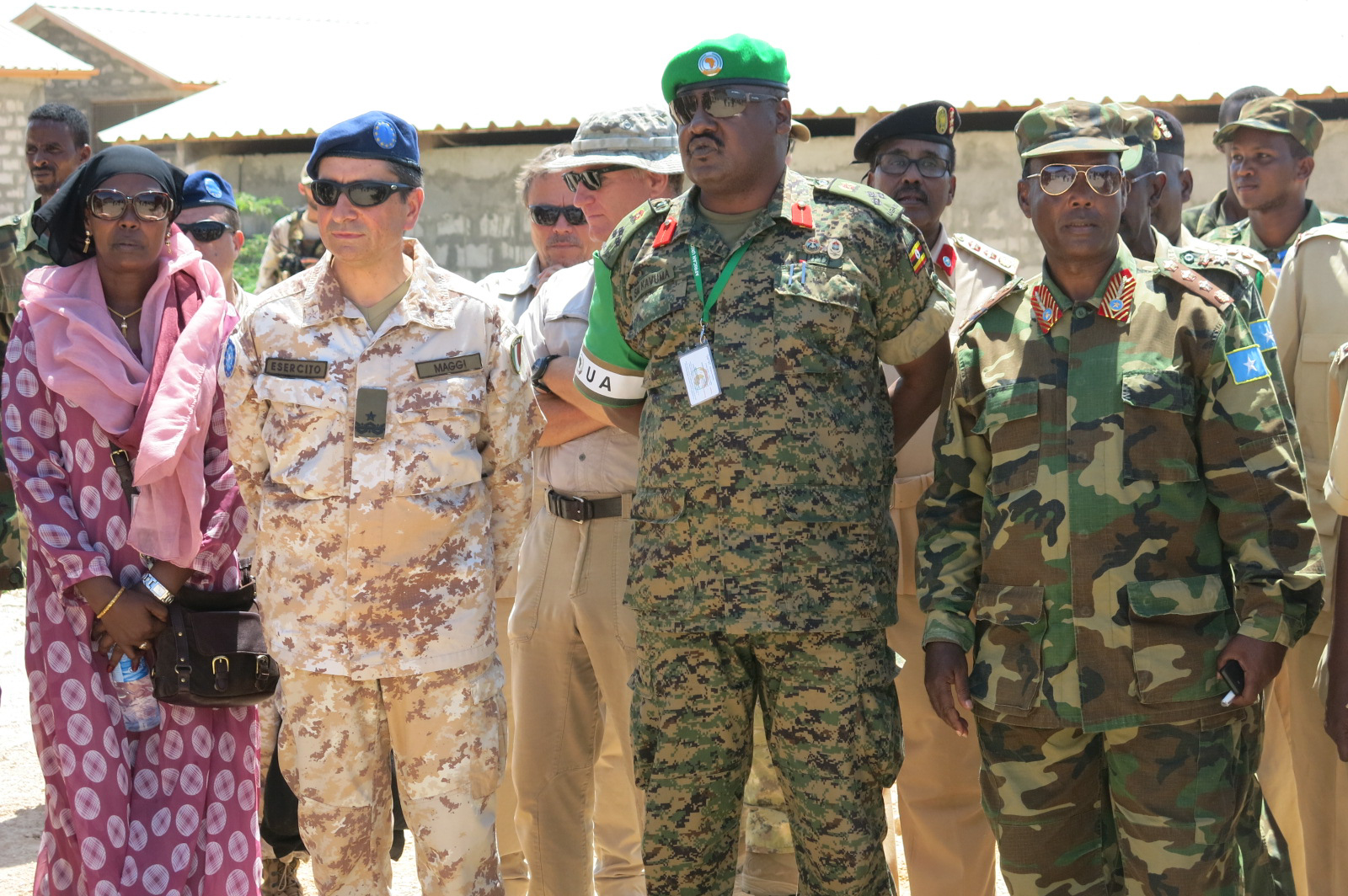
El cap de la missió Antonio Maggi

Al febrer de 2014, EUTM Somàlia va començar el seu primer programa "Train the Trainers" al Camp de Formació de Jazeera a Mogadiscio. Els soldats de l'exèrcit nacional somali que havien estat entrenats prèviament per l'EUTM van participar en un curs d'actualització de quatre setmanes sobre tècniques i procediments d'infanteria, inclòs el dret internacional humanitari i l'ètica militar. La formació es duria a terme per 16 entrenadors de la UE. Després de la finalització del curs, els soldats somalis serien qualificats com a instructors per entrenar els reclutes de l'SNA, amb la tutoria proporcionada pel personal d'EUTM Somalia.
Un equip de consultors d'EUTM Somàlia també va començar a oferir assessorament estratègic al Ministeri de Defensa de Somàlia i a l'Estat Major. A més, es preveu la creació de capacitats, assessorament i tutoria específica pel que fa al desenvolupament i formació del sector de la seguretat per a l'any 2014.

## Missió
EUTM Somalia es troba associada amb les autoritats de Somàlia per construir un exèrcit militar professional que sigui responsable davant el govern somali. Les seves activitats tenen lloc en el marc de la presència general de la Unió Europea a Somàlia, incloent-hi la participació política, de seguretat i cívica.

## Estructura de comandament
La missió té la base a Mogadiscio, la capital de Somàlia. La força de la tropa és d'uns 125 soldats. S'ha configurat una cel·la de suport a Brussel·les i una oficina d'enllaç a Nairobi. La missió està supervisada pel Comitè Militar de la Unió Europea. Fins a 20 soldats del Bundeswehr estan en el lloc i ajuden amb la formació.
| Comandant                            | Nació   | Període                        |
| ------------------------------------ | ------- | ------------------------------ |
| General de brigada Pietro Addis      | Itàlia  | des d'1 de juliol de 2017      |
| General de brigada Maurizio Morena   | Itàlia  | 21 març 2016 - 1 juliol 2017   |
| General de brigada Antonio Maggi     | Itàlia  | 8 març 2015 - 21 març 2016     |
| General de brigada Massimo Mingiardi | Itàlia  | 14 febrer 2014 - 8 març 2015   |
| General de brigada Gerald Aherne     | Irlanda | 28 gener 2013 - 14 febrer 2014 |
| Coronel Michael Beary                | Irlanda | 8 agost 2011 - 28 gener 2013   |
| Coronel Ricardo González Elul        | Espanya | 2010 - 8 agost 2011            |

## Més missions de manteniment de la pau a Somàlia
A més d'EUTM Somalia, les següents missions estan actualment actives al país:
- EUCAP Somalia - una missió de construcció civil i no executiva de la UE
- EU NAVFOR Somalia - una missió executiva militar de la UE al Golf d'Aden
- AMISOM - una missió de pau militar i executiva de la Unió Africana
- UNSOM - una missió de suport polític de les Nacions Unides.